# Pommeret
Pommeret is een gemeente in het Franse departement Côtes-d'Armor (regio Bretagne). De plaats maakt deel uit van het arrondissement Saint-Brieuc. Pommeret telde op 1 januari 2022 2.119 inwoners.

## Geografie
De oppervlakte van Pommeret bedroeg op 1 januari 2022 13,35 vierkante kilometer; de bevolkingsdichtheid was toen 158,7 inwoners per km².
De onderstaande kaart toont de ligging van Pommeret met de belangrijkste infrastructuur en aangrenzende gemeenten.

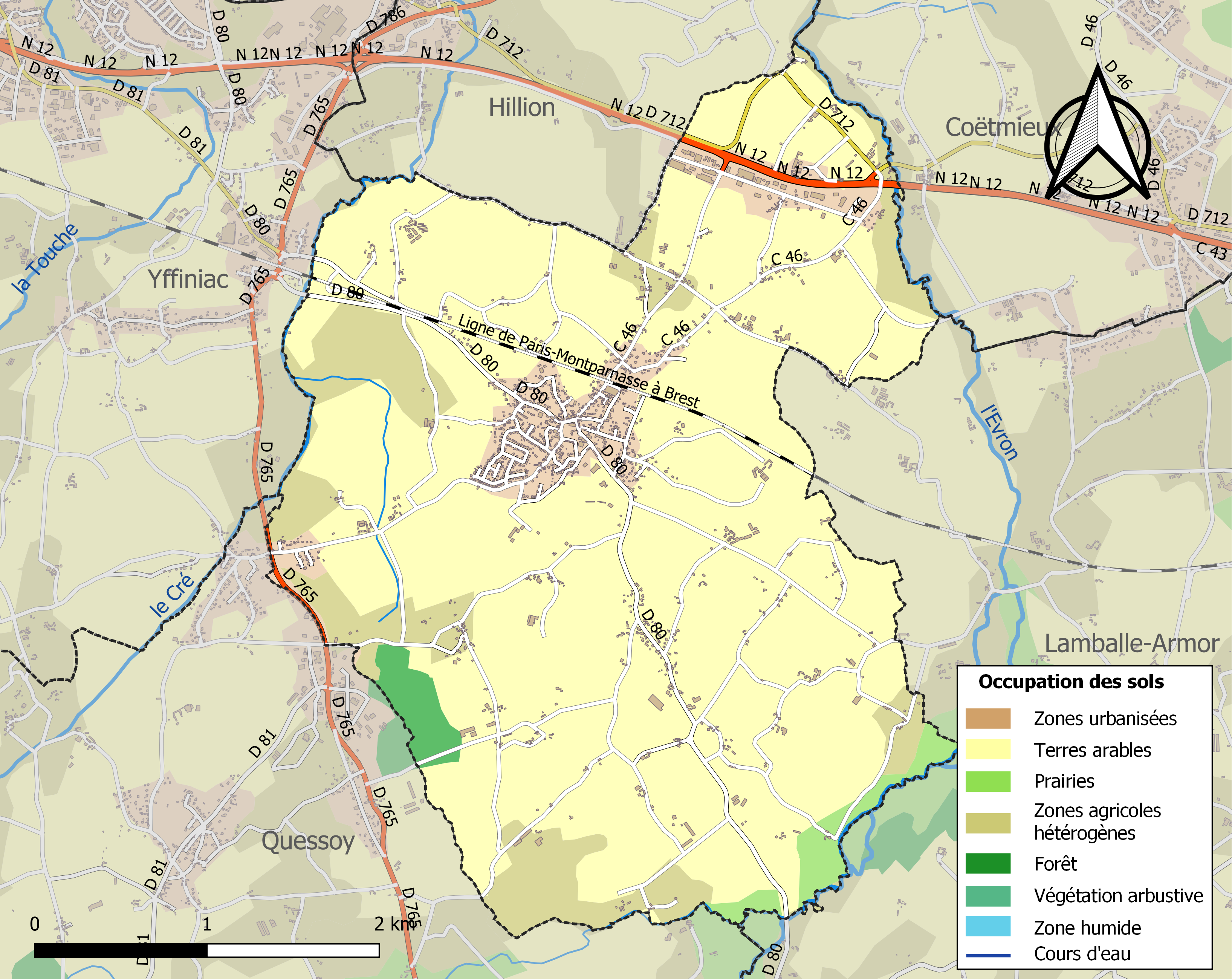

## Demografie
Onderstaande figuur toont het verloop van het inwonertal (bron: INSEE-tellingen).